# Cornedo Vicentino
Cornedo Vicentino é uma comuna italiana da região do Vêneto, província de Vicenza, com cerca de 10.552 habitantes. Estende-se por uma área de 23 km², tendo uma densidade populacional de 459 hab/km². Faz fronteira com Brogliano, Castelgomberto, Isola Vicentina, Malo, Monte di Malo, Valdagno.
Recentemente tornou-se irmã gêmea (gemellagi) de Sobradinho - RS - Brasil.

## Demografia
| Variação demográfica do município entre 1861 e 2011                               |
|                                                                                   |
| Fonte: Istituto Nazionale di Statistica (ISTAT) - Elaboração gráfica da Wikipedia |